# Gnaeus Fulvius Centumalus (Konsul 211 v. Chr.)
Gnaeus Fulvius Centumalus († 210 v. Chr.) war ein Mitglied des römischen Plebejergeschlechts der Fulvier und 211 v. Chr. Konsul. Ein Jahr später fiel er in einer Schlacht gegen Hannibal.

## Leben
Gnaeus Fulvius Centumalus war wahrscheinlich ein Sohn des gleichnamigen Konsuls von 229 v. Chr. Seine politische Laufbahn fällt etwa in die Mitte des Zweiten Punischen Kriegs, den Rom gegen Hannibal führte. Das erste bekannte Amt von Fulvius’ cursus honorum ist seine kurulische Ädilität, die er 214 v. Chr. ausübte. In dieser Funktion veranstaltete er erstmals viertägige Bühnenspiele. Als Prätor, welches Amt er bereits ein Jahr nach seiner Ädilität, 213 v. Chr., bekleidete, hatte er den Oberbefehl über zwei Legionen, mit denen er in der Gegend der kampanischen Stadt Suessula lagerte.
211 v. Chr. erreichte Fulvius Centumalus zusammen mit Publius Sulpicius Galba Maximus das Konsulat. Da es Hannibal mit seinen Entsatztruppen nicht gelang, die Belagerung Capuas durch die Römer aufzuheben, wandte er sich direkt gegen Rom. Damit wollte er erreichen, dass das Belagerungsheer der Römer zum Schutz ihrer Hauptstadt abgezogen würde. Fulvius Centumalus, sein Konsulatskollege Sulpicius Galba sowie laut dem römischen Geschichtsschreiber Titus Livius auch der von Capua mit einem Teil der dortigen Armee herbeigeeilte Prokonsul Quintus Fulvius Flaccus organisierten die Verteidigung Roms. Einige Zeit nach einem Reitergefecht vor der Porta Collina standen sich die Heere der Kriegsgegner zu einer größeren Schlacht gegenüber. Nach der Darstellung des griechischen Historikers Polybios sei eine von den Konsuln neu ausgehobene Rekrutenlegion genau rechtzeitig in Rom eingetroffen und Hannibal beim bloßen Anblick dieser vor den Stadtmauern in Schlachtordnung aufgestellten, aber nicht kampferprobten Armee umgekehrt. Livius lässt keinen Zweifel, dass die Konsuln und der Prokonsul Flaccus zum Kampf bereit gewesen seien, doch soll zweimal ein heftiger Hagel die Schlacht verhindert und die Karthager dies als unheilvolles übernatürliches Omen betrachtet haben. Jedenfalls richtete Hannibal vor Rom nichts aus und konnte auch den Fall Capuas nicht verhindern.
Als Provinz war Fulvius Centumalus Apulien zugewiesen worden, wohin er sich erst später während seines Konsulats begab. Er ging dann wieder nach Rom, um die Wahlen für das nächste Jahr abzuhalten. 210 v. Chr. attackierte Hannibal den mit prorogiertem Imperium nach Apulien zurückgekehrten Fulvius Centumalus, als dieser gerade die abgefallene Stadt Herdonia belagerte. In der folgenden militärischen Konfrontation unterlag der Prokonsul dem punischen Feldherrn und fiel.